# 前60年
| 千纪： | 前1千纪 |
| 世纪： | 前2世纪 \| 前1世纪 \| 1世纪                                                                                |
| 年代： | 前90年代 \| 前80年代 \| 前70年代 \| 前60年代 \| 前50年代 \| 前40年代 \| 前30年代                           |
| 年份： | 前65年 \| 前64年 \| 前63年 \| 前62年 \| 前61年 \| 前60年 \| 前59年 \| 前58年 \| 前57年 \| 前56年 \| 前55年 |
| 纪年： | 西汉神爵二年                                                                                               |

## 大事记
- 中國
  - 匈奴內部因掌管西域事務的日逐王先賢撣與新任單于屠耆堂爭奪權位發生衝突。日逐王降漢，匈奴被迫放棄了西域。漢完全控制了西域，匈奴實力大減，己無力擾漢。
  - 漢宣帝成立設立了漢朝對西域的直接管轄機構——西域都護府，設在烏壘国都城（今新疆维吾尔自治区巴音郭楞蒙古自治州轮台县策达雅乡南），西域都护设置后，结束了匈奴在西域长达百余年的支配与影响，将天山南部第一次置于中央朝廷的势力范围之下，郑吉被任命为首位都护。。
- 罗马共和国
  - 前三头同盟成立

## 逝世
- 蘇武，西汉大臣（前140年出生）
- 虚闾权渠单于，匈奴单于